# Martin Fischer (Tennisspieler)
Martin Fischer (* 21. Juli 1986 in Dornbirn) ist ein ehemaliger österreichischer Tennisspieler.

## Erfolge bei den Junioren
Fischer begann bereits im Alter von drei Jahren mit dem Tennis und war 1996 österreichischer Schülerstaatsmeister im Tennis sowie Vizestaatsmeister 1998. Die größten Erfolge in der Jugendzeit feierte er 2004. Er gewann das internationale »Juniorenturnier von Halle«. Auf Rasen besiegte er im Finale den Deutschen Aljoscha Thron.
Mitten in der Maturazeit erreichte Martin Fischer beim Juniorenbewerb der French Open in Paris die Runde der letzten 16. Drei Wochen später wiederholte er seinen Erfolg beim Juniorenwettbewerb von Wimbledon. Zum Abschluss der Juniorenkarriere gewann Fischer in Klosters den Titel des Junioren-Europameisters im Doppel, zusammen mit seinem Partner Philipp Oswald.

## Profikarriere
Fischer gewann 2006 unter anderem die »Future-Turniere« von Pörtschach im Juli 2006 und Nottingham im September 2006. Bisherige Höhepunkte waren die Teilnahmen an den ATP-Turnieren in der Wiener Stadthalle im Oktober 2006 und in Kitzbühel 2007, für die er jeweils eine Wild Card des Veranstalters erhielt.
Im Jahr 2007 sicherte er sich drei Future-Titel in Österreich, Russland und England. Danach versuchte sich Fischer auf der Challenger-Tour zu etablieren und verzeichnete dort erste Erfolge. Er schaffte es, in Almaty erstmals unter die letzten Acht und konnte sich auch in Barnstaple und Helsinki für das Viertelfinale qualifizieren. Bis November 2007 war seine beste Platzierung in der ATP-Weltrangliste Platz 257.
2008 konnte sich Martin Fischer im ATP-Ranking weiter verbessern und erreichte sowohl im Einzel als auch im Doppel die Top 200 im ATP-Ranking. Er gewann bei allen Grand-Slam-Turnieren eine Runde in der Qualifikation, wurde erstmals ins österreichische Daviscup-Team berufen (aber beim 3:2-Sieg in Wimbledon gegen Großbritannien nicht eingesetzt), und besiegte unter anderem die deutschen Daviscup-Spieler Benjamin Becker und Rainer Schüttler. Aufsehen erregte sein Spiel in Wien gegen den argentinischen Weltranglisten-Neunten Juan Martín del Potro, das Fischer knapp mit 6:7 und 6:7 verlor.
Im Mai 2010 qualifizierte sich Fischer bei den French Open erstmals für das Hauptfeld eines Grand-Slam-Turniers. Dort verlor er in der ersten Runde in fünf Sätzen gegen den Argentinier Horacio Zeballos. Einen Monat später gelang ihm auch in Wimbledon nach Siegen über Dominik Hrbatý, Björn Phau und Ramón Delgado die Qualifikation für das Hauptfeld. Dort gewann er in der ersten Runde glatt in drei Sätzen gegen den Japaner Gō Soeda und traf dann auf den an Position 25 gesetzten Brasilianer Thomaz Bellucci, gegen den er in vier umkämpften Sätzen verlor.
Bei seinem Davis-Cup-Debüt am 19. September 2010 gewann er gegen den Israeli Harel Levy mit 2:6, 6:3, 6:0 und 6:3 und brachte Österreich damit zurück in die Weltgruppe.
2015 beendete er seine Karriere und begann zum Wintersemester ein Studium der Betriebswirtschaftslehre an der Universität Liechtenstein.

## Erfolge
| Legende (Anzahl der Siege)  |
| Grand Slam                  |
| ATP World Tour Finals       |
| ATP World Tour Masters 1000 |
| ATP World Tour 500          |
| ATP World Tour 250          |
| ATP Challenger Tour (17)    |

### Einzel

#### Turniersiege
| Nr. | Datum         | Turnier     | Belag       | Finalgegner         | Ergebnis      |
| --- | ------------- | ----------- | ----------- | ------------------- | ------------- |
| 1.  | 11. Juli 2010 | Oberstaufen | Sand        | Cedrik-Marcel Stebe | 6:3, 6:4      |
| 2.  | 9. März 2014  | Kyōto       | Teppich (i) | Tatsuma Itō         | 3:6, 7:5, 6:4 |

### Doppel

#### Turniersiege
| Nr. | Datum              | Turnier     | Belag         | Partner          | Finalgegner                                  | Ergebnis          |
| --- | ------------------ | ----------- | ------------- | ---------------- | -------------------------------------------- | ----------------- |
| 1.  | 28. September 2008 | Grenoble    | Hartplatz (i) | Philipp Oswald   | Niels Desein Dick Norman                     | 6:75, 7:5, [10:7] |
| 2.  | 20. September 2009 | Todi (1)    | Sand          | Philipp Oswald   | Pablo Santos González Gabriel Trujillo Soler | 7:5 6:3           |
| 3.  | 27. September 2009 | Palermo (1) | Sand          | Philipp Oswald   | Pierre-Ludovic Duclos Rogério Dutra da Silva | 6:3, 7:64         |
| 4.  | 18. Oktober 2009   | Kolding     | Hartplatz (i) | Philipp Oswald   | Jonathan Marray Aisam-ul-Haq Qureshi         | 7:5, 6:3          |
| 5.  | 14. März 2010      | Kyōto       | Teppich (i)   | Philipp Oswald   | Divij Sharan Vishnu Vardhan                  | 6:1, 6:2          |
| 6.  | 2. Mai 2010        | Ostrava     | Sand          | Philipp Oswald   | Tomasz Bednarek Mateusz Kowalczyk            | 2:6, 7:66, [10:8] |
| 7.  | 10. Oktober 2010   | Palermo (2) | Sand          | Philipp Oswald   | Alessandro Motti Simone Vagnozzi             | 4:6, 6:2, [10:6]  |
| 8.  | 29. Mai 2011       | Alessandria | Sand          | Philipp Oswald   | Jeff Coetzee Andreas Siljeström              | 6:75, 7:5, [10:6] |
| 9.  | 3. Juli 2011       | Turin       | Sand          | Philipp Oswald   | Uladsimir Ihnazik Martin Kližan              | 6:3, 6:4          |
| 10. | 10. Juli 2011      | Oberstaufen | Sand          | Philipp Oswald   | Tomasz Bednarek Mateusz Kowalczyk            | 7:61, 6:3         |
| 11. | 18. November 2011  | Salzburg    | Hartplatz (i) | Philipp Oswald   | Alexander Waske Lovro Zovko                  | 6:3, 3:6, [14:12] |
| 12. | 24. März 2012      | Bath        | Hartplatz (i) | Philipp Oswald   | Jamie Delgado Ken Skupski                    | 6:4, 6:4          |
| 13. | 16. Juni 2012      | Nottingham  | Rasen         | Olivier Charroin | Jewgeni Donskoi Andrei Kusnezow              | 6:4, 7:66         |
| 14. | 16. September 2012 | Todi (2)    | Sand          | Philipp Oswald   | Marco Cecchinato Alessio di Mauro            | 6:3, 6:2          |
| 15. | 20. April 2013     | Rom         | Sand          | Andreas Beck     | Martin Emmrich Rameez Junaid                 | 7:62, 6:0         |

### Grand-Slam-Ergebnisse
| Turnier         | 2007 | 2008 | 2009 | 2010 | 2011 |
| --------------- | ---- | ---- | ---- | ---- | ---- |
| Australian Open | −    | Q2   | Q1   | Q2   | −    |
| French Open     | −    | Q2   | Q1   | 1R   | Q1   |
| Wimbledon       | −    | Q3   | Q3   | 2R   | 1R   |
| US Open         | Q1   | Q2   | Q1   | Q1   | −    |

Q1/Q2/Q3 (1./2./3. Qualifikationsrunde), 1R/2R/3R (1./2./3. Runde), AF (Achtelfinale), VF (Viertelfinale), HF (Halbfinale), F (Finale), S (Sieg)